# José Van-Dúnem
José Jacinto da Silva Vieira Dias Van-Dúnem, também conhecido como Zé Van-Dúnem Filósofo (Moçâmedes, 29 de agosto de 1939 — Luanda, 8 de julho de 1977), foi um militar, político e ideólogo anticolonial angolano.
Foi comissário político do Estado-Maior das Forças Armadas Populares de Libertação de Angola (FAPLA), membro do Comité Central do MPLA e comissário político da Frente Leste (III Região Político-Militar). Participou activamente na guerra pela independência e na guerra civil angolana.
Membro da ala comunista-ortodoxa do Movimento Popular de Libertação de Angola (MPLA), foi um dos líderes da intentona Nitista. Capturado no processo de repressão à tentativa de golpe de Estado, foi morto com sua esposa Sita Valles.

## Biografia
Filho primogénito de Antónia Vieira Dias e Mateus Van-Dúnem, José Jacinto Van-Dúnem advém de uma família ligada aos primórdios do movimento nacionalista moderno angolano, especialmente na figura de seu avô, Manuel Pereira dos Santos Van-Dúnem, e de seu tio-avô, Manuel Inácio dos Santos Torres Vieira Dias. Teve como irmãos Francisca Van Dunem, que posteriormente se tornou Ministra da Justiça de Portugal, João Van-Dúnem, jornalista falecido em 2013, e Efigénia Van-Dúnem.
José Jacinto Van-Dúnem recebeu a sua educação primária em uma escola no Sumbe, onde sua família residia em função do emprego público de seu pai. Mudou-se para Luanda e passou a morar com seu tio para poder estudar no Liceu Nacional Paulo Dias de Novais (actual Escola Angola Quiluanje). Depois estudou na Faculdade de Medicina da Universidade de Luanda. A partir de meados da década de 1960, por influência familiar, ingressou na luta anticolonial no movimento marxista MPLA, abandonando a Faculdade de Medicina.
Participou na Guerra de Independência de Angola como oficial de inteligência Exército Popular de Libertação de Angola (EPLA) e coordenador do Comité Clandestino Regional de Luanda (CRL), organizando uma rede de células do MPLA em Luanda. Sua capacidade intelectual lhe rende o apelido de "Filósofo". Participou de ações armadas, incluindo o sequestro de uma aeronave em 1969.
Com uma missão de inteligência, alistou-se nas tropas coloniais portuguesas em janeiro de 1970, tendo acesso a informações militares classificadas. Serviu no Huambo e no Cuíto com a especialidade de atirador de cavalaria. Organizou o roubo de armas e munições do quartel do Cuíto, que precipitou sua prisão em Luanda e depois em Moçâmedes. Mesmo preso na tentativa de conseguir as armas para a luta armada, ganhou destaque e respeito entre as tropas do EPLA pela coragem pessoal e inclinação aventureira para correr riscos.
Com a Revolução dos Cravos em Portugal em 25 de abril de 1974, iniciou-se o processo de descolonização. José Jacinto Van-Dúnem foi libertado, tornando-se, juntamente com Nito Alves e Daniel Chipenda, as figuras mais influentes do MPLA em território angolano justamente por sua participação e liderança na luta armada em solo nacional. Com Nito, empreendeu a reforma da I Região Político-Militar (Luanda, Dembos e Norte Angolano) do MPLA e reativação da IV Região Político-Militar (Malanje e Cuanza). Conseguiram reativar também a importante estrutura celular em Luanda, o Comando Operacional de Luanda (COL), e estabilizar parcialmente a situação na capital, organizando patrulhas para manter a ordem, fatos que garantiram o sucesso da Ala de Agostinho Neto durante a Conferência de Lundoji. Na conferência de julho de 1974, José Jacinto Van-Dúnem foi eleito para o Comité Central do partido e tornou-se o membro mais jovem da liderança do MPLA.
Em março de 1975, Agostinho Neto o nomeou comissário político nacional e subchefe do Estado-Maior das FAPLA. No posto de general, era a terceira pessoa na hierarquia militar do partido, depois do chefe das Forças Armadas Iko Carreira e do chefe do Estado-Maior João Luís Xietu. Em 11 de novembro de 1975, a independência de Angola foi proclamada sob o governo do MPLA. Uma longa guerra civil começou entre o novo Estado angolano e os grupos rivais. José Jacinto Van-Dúnem participou activamente nas batalhas de 1975 e 1976.
Integrou a delegação do MPLA ao XXV Congresso do Partido Comunista da União Soviética, de 24 de fevereiro a 5 de março de 1976, chefiada por Nito Alves. Torna-se ainda mais ideologicamente orientado para o modelo soviético e para o comunismo de cariz ortodoxo.
A partir de março de 1976, José Jacinto Van-Dúnem começa a criticar influentes líderes do partido e do Estado angolano, especialmente uma suposta "elite branco-mestiça" concentrada no Ministro da Defesa Iko Carreira e no Vice-Presidente do MPLA e Presidente do Conselho da Revolução Lúcio Lara — posteriormente o próprio presidente Neto e seu governo de forma geral se tornariam alvos de suas críticas. As críticas o fazem perder influência no partido, sendo enviado para a III Região Político-Militar.
Em 1976, José Jacinto Van-Dúnem casa-se com Sita Valles, militante do MPLA que supervisionava o movimento juvenil e as organizações de massas do partido em Luanda. Deste casamento, teve um filho que recebeu o nome de João Ernesto "Che" Valles Van-Dúnem — justamente em homenagem a Ernesto Che Guevara.
Foi um dos líderes do movimento Nitista, fato que fez ser destituído de suas posições no partido e no Estado entre 1976 e 1977. Participou da tentativa de golpe de Estado angolano em 1977. Capturado no processo de repressão à tentativa de golpe de Estado, foi morto com sua esposa Sita Valles. Os seus pais fugiram do pais com o seu filho, que viria a ser criado pela sua irmã Francisca, em Portugal.